# E-Prime
E-Prime (que significa English Prime) é uma maneira de falar inglês sem usar o verbo "ser" ou "estar", em inglês to be, em qualquer parte (be, is, am, are, was, were, been, being) . Em troca, um falante ou um escrevente E-Prime usa verbos diferentes como "se fazer" (em inglês to become), "permanecer" (to remain) e "se igualar" (to equal), ou eles podem reconstruir a frase para mostrar quem ou que faz a ação. 
Por exemplo, em E-Prime, um escrevente mudaria a frase Mistakes were made = "Erros foram feitos" a Joe made mistakes = "Joe fez erros". Essa mudança de formulacão revela um ator (Joe), enquanto que a forma precedente ocultou o ator. Os usuários de E-Prime considerariam mais adequada a frase alterada. 

## Razões deE-Prime
D. David Bourland, Jr. foi quem primeiramente propôs E-Prime em 1965. Bourland tinha estudado Semântica Geral no passado. A ideia principal da Semântica Geral é que seres humanos podem meramente saber o que eles observam e experienciam quando eles vêem, sentem, tocam e sentem e as observações e as experiências atuais podem afetar as observações e as experiências futuras. Já que qualquer um tem experiências diferentes dos outros, também as interpretações das experiências são diferentes. 
Estudantes de Semântica Geral e usuários de E-Prime obstinam-se em dizer This cat is soft = "Este gato é macio", omitindo numerosos outros atributos e implicando que o "objeto" exterior do gato é o "mesmo que" a experiência interior de "ser macio". Em troca, usuários de E-Prime dizem This cat feels soft TO ME = "Este gato me parece macio" para se recordarem das coisas seguintes: 
1. a sua experiência de "ser macio" inclui o "objeto" exterior denominado "gato" e os olhos, as mãos, o cérebro e o sistema nervoso do observador;
2. algum outro poderia experienciar diferentes aspectos do gato;
3. eles mesmos poderiam experienciar uma coisa diferente num tempo diferente ou em circunstâncias diferentes (o gato poderia parecer úmido ou coberto com sujeira).

## O que não éE-Prime
E-Prime e Semântica Geral não são línguas ou formas de inglês diferentes. Em suma, eles reservam maneiras diferentes de pensar e de falar do mundo. Línguas como árabe, turco e cantonés, ainda que não tenham um verbo separado para "ser" ou "estar", possuem a ideia de "ser". Por exemplo, um indivíduo falando na nossa língua poderia dizer "Esta maçã é vermelha". Um outro falando em arábico podería dizer (em tradução literal) "Esta maçã vermelha". 
A maioria das línguas pode ser usada para esprimir a ideia de uma maçã vermelha. Um usuário de E-Prime pode meramente dizer (em tradução literal) "Esta maçã aparece vermelha a mim" para se recordar que "ser vermelha" inclui a maçã, o olho e o cérebro da pessoa observadora da maçã. 
Numerosos especialistas em inglês alertam estudantes para usar verbos diferentes de "ser" ou "estar". Para eles, o uso de verbos mais ativos torna a obra escrita mais clara e mais interessante. Esses estudiosos querem refinar obras escritas pelos seus alunos e não necessariamente aceitam as ideias de Semântica Geral ou E-Prime. 